# HVV 't Gooi in het seizoen 1962/63
Het seizoen 1962/1963 was het achtste jaar in het bestaan van de Hilversumse betaaldvoetbalclub 't Gooi. De club kwam uit in de Tweede divisie B en eindigde daarin op de achtste plaats. Tevens deed de club mee aan het toernooi om de KNVB beker, hierin werd de club in de tweede ronde, na verlenging, uitgeschakeld door Roda JC (0–1).

## Wedstrijdstatistieken

### Tweede divisie B
|       | Baronie | BVV   | D.F.C. | EDO   | Haarlem | Helmondia '55 | Hermes DVS | Hilversum | HVC   | LONGA | NOAD  | PEC   | RCH   | SVV   | Wilhelmina | Xerxes |
| ----- | ------- | ----- | ------ | ----- | ------- | ------------- | ---------- | --------- | ----- | ----- | ----- | ----- | ----- | ----- | ---------- | ------ |
| Thuis | 2 – 3   | 0 – 1 | 2 – 0  | 4 – 0 | 1 – 2   | 2 – 1         | 4 – 1      | 2 – 0     | 2 – 0 | 8 – 1 | 4 – 1 | 5 – 1 | 1 – 1 | 2 – 3 | 1 – 0      | 3 – 0  |
| Uit   | 1 – 1   | 1 – 0 | 1 – 0  | 2 – 1 | 2 – 0   | 0 – 0         | 1 – 1      | 1 – 3     | 1 – 0 | 3 – 1 | 2 – 2 | 3 – 0 | 2 – 1 | 1 – 3 | 4 – 1      | 2 – 3  |

### KNVB beker
| 1e ronde                                                  | 't Gooi                                  | 2 – 0 (1 – 0)       | Heerenveen             |
| 13 oktober 1962 Plaats: Hilversum Gemeentelijk Sportpark  | Teus van Rheenen 20' Cees van Wilpen 89' |                     |                        |
| 2e ronde                                                  | 't Gooi                                  | 0 – 1 Na verlenging | Roda JC                |
| 16 december 1962 Plaats: Hilversum Gemeentelijk Sportpark |                                          |                     | 116' Carl Heinz Frantz |

## Statistieken 't Gooi 1962/1963

### Eindstand 't Gooi in de Nederlandse Tweede divisie B 1962 / 1963
| Stand | Gespeeld | Gewonnen | Gelijk | Verloren | Punten | Doelpunten voor | Doelpunten tegen |
| ----- | -------- | -------- | ------ | -------- | ------ | --------------- | ---------------- |
| 8e    | 32       | 14       | 5      | 13       | 33     | 60              | 42               |

### Topscorers
| #              | Naam                   | Goal |
| -------------- | ---------------------- | ---- |
| 1.             | Jan van Berkel         | 20   |
| 2.             | Teus van Rheenen       | 12   |
| 3.             | Cees van Wilpen        | 8    |
| 4.             | Aad Mulder             | 7    |
| 5.             | Jan Karhof             | 4    |
| 6.             | Bertus van der Straten |      |
| 6.             | Piet Wolff             |      |
| 8.             | Bas Brouwer            | 1    |
| 8.             | Nico Engelander        | 1    |
| 8.             | Johan Schouten         | 1    |
| 8.             | Jan Tuinman            | 1    |
| Eigen doelpunt |                        |      |
| –              | Adri Jansen (PEC)      | 1    |
| Totaal         | Totaal                 | 60   |

| #      | Naam             | Goal |
| ------ | ---------------- | ---- |
| 1.     | Teus van Rheenen | 1    |
| 1.     | Cees van Wilpen  | 1    |
| Totaal | Totaal           | 2    |